# Achemenides
În mitologia greacă și romană, Achemenides (în greacă: Ἀχαιμενίδης) a fost fiul lui Adamastus din Itaca. A fost unul din însoțitorii lui Odiseu, dar care a fost părăsit de erou pe când acesta a părăsit în grabă insula ciclopilor. A fost nevoit să supraviațuiască ascuns până când a fost regăsit și salvat de Aeneas.